# Mykułynci
Mykułynci (ukr. Микулинці, hist. pol. Mikulińce) – wieś na Ukrainie, w obwodzie winnickim, w rejonie winnickim, w hromadzie Jakuszyńce. W 2001 liczyła 693 mieszkańców, spośród których 685 wskazało jako ojczysty język ukraiński, 5 rosyjski, 1 mołdawski, a 2 białoruski.